# Francesco Carrara (politique)
Pour les articles homonymes, voir Carrara et Francesco Carrara.
Francesco Carrara (né à Lucques le 18 septembre 1805, mort à Lucques, le 15 janvier 1888) est un juriste et homme politique italien.

## Biographie
Il est diplômé en jurisprudence à l'université de Lucques. Il est professeur de droit pénal à l'Université de Lucques (1848 - 1859), puis professeur de droit criminel à l'Université de Pise (1860).
Francesco Carrara est élu député (1865-1870), puis sénateur (1876), et enfin nommé membre du Conseil supérieur de l’Instruction publique (1881-1886). Il milite en faveur de l'abolition de la peine de mort.
Il est sociétaire de l'Académie nationale des sciences, lettres et arts de Modène (1872), membre correspondant de l’Institut lombard de sciences et lettres de Milan (1873), sociétaire national de l'Académie dei Lincei de Rome (1875).
En tant que juriste, il est l'auteur de plusieurs ouvrages dont Principes fondamentaux de l'École pénale italienne (1876).

## Distinctions
- Chevalier de l'Ordre des Saints-Maurice-et-Lazare le 25 août 1861
- Chevalier de l'Ordre civil de Savoie le 6 mai 1877
- Ordre de la Couronne d'Italie
  - Chevalier officier
  - Commandeur le 26 mars 1873
  - Grand officier